# BQL
BQL je slovenski pop duo s Prevalj, ki deluje od leta 2016. Sestavljata ga brata Rok (vokal, klavir, kitara) in Anej Piletič (vokal, kitara). Sta prva slovenska izvajalca, ki se jima je na uradni slovenski tedenski glasbeni lestvici SloTop50, uspelo z vsaj dvema singloma uvrstiti na prvo mesto: "Muza" je bila na vrhu lestvice en teden, "Heart of Gold" pa skupaj štiri tedne.

## Kariera

### 2010–2013: Slovenija ima talent
Vsak posebej sta se udeležila oddaje Slovenija ima talent: starejši Rok v 1. sezoni (2010, skupaj z Matejem Prikeržnikom) in 3. sezoni (2013). Mlajši Anej pa je bil eden izmed finalistov 4. sezone (2014). 
Leta 2015 sta začela na družbenih omrežjih objavljati skupne priredbe uspešnic, izmed katerih je največ pozornosti požela priredba pesmi »Ledena« skupine Siddharta.

### 2016: Prvoizdani singel
Junija 2016 sta pod imenom BQL (gre za "kratični" zapis fraze be cool) izdala svoj prvi singel »Muza«, akustično pop pesem z elektronsko podlago. Nastala je v sodelovanju z avtorjem in producentom Raayem in njegovo ženo Marjetko Vovk (Maraaya), ki sta ju vzela pod svoje okrilje. »Muza« je postala eden največjih domačih radijskih hitov leta, saj je bila četrta najbolj predvajana domača pesem v letu 2016.
Na uradni slovenski lestvici SloTop50 je zasedla prvo mesto na tedenski lestvici, celoletni lestvici pa je zasedla 21. mesto. Zanjo sta posnela tudi videospot, ki je bil na Youtubu premierno predstavljen 1. septembra 2016.

### 2017: Druga na EMI
Na Emi 2017 sta nastopila s svojim drugim singlom »Heart of Gold«. Pesem je v enem tednu prejela več kot 370 tisoč ogledov (na YouTubu). Na EMI sta prejela največ glasov gledalcev, vendar sta bila pri žiriji šele četrta, kar ni bilo dovolj za zmago na EMI 2017. Skupno sta končala na drugem mestu. To je že njun drugi singel, ki je na uradni slovenski tedenski lestvici SloTop50 zasedel prvo mesto, kar jima je uspelo kot prvima slovenskima izvajalcema. 
Pesem "Heart of Gold" se je marca 2017 znašla tudi na svetovno znani spletni glasbeni platformi Spotify, kjer sta se pojavila med top 10 skladbami, ki jih morate slišati.
26. maja 2017 je Maraaya v sodelovanju z BQL, v živo nastopila na Cankarjevi cesti v Ljubljani, kjer je premierno predstavila svoj peti singel "It's Complicated" in hkrati še videospot za to pesem. Uradno je single izšel 7. junija 2017, hrvaška verzija pa dva dni kasneje.
27. novembra 2017 sta skupaj z Niko Zorjan izdala svoj 4. singel »Ni Predaje, Ni Umika«; isti dan je izšel tudi spot.

### 2018–2024
1. 1. 2018 sta izdala svoj 5. singel »Zimska« in videospot za to pesem. Decembra 2017 je uradna Facebook stran EMA potrdila, da bosta februarja 2018 znova nastopila na EMI s pesmijo »Ptica«. V finalu sta osvojila končno drugo mesto. Skladba je prejela največ glasov občinstva, vendar ni prejela dovolj glasov žirije za končno zmago (10 točk za zmagovalko).
Februarja 2022 sta z »Majem« tretjič nastopila na Emi in v finalu zasedla tretje mesto. 5. junija sta postala zmagovalca 6. sezone oddaje Znan obraz ima svoj glas. Dan predtem sta izdala singel »Raketa«, in sicer pod imenom BQL & Budale, ki so bile njuna spremljevalna skupina. Leta 2023 se je Anej umaknil v ozadje in pri projektu BQL sodeluje le še kot avtor oziroma producent, Rok pa od oktobra 2023 izdane pesmi »Zate vse« nastopa kot solist oziroma solo vokalist, pri čemer pa še vedno uporablja ime BQL (BQL Rok ali BQL Rok Piletič).

## Diskografija
Glavni izvajalec
| "Muza"                                                     | 2016 | 1.        |
| "Heart of Gold"                                            | 2017 | 1.        |
| "Ni predaje, ni umika" (BQL & Nika Zorjan)                 | 2017 | 6.        |
| "Zimska"                                                   | 2018 | —         |
| "Promise / Ptica"                                          | 2018 | 11. / 14. |
| "Peru"                                                     | 2018 | 12.       |
| "Ko je ni"                                                 | 2019 | 40.       |
| "Na vrhu"                                                  | 2019 | —         |
| "Šampioni"                                                 | 2019 | —         |
| "Na frišno"                                                | 2020 | 16.       |
| "Ko bo to za nama"                                         | 2020 | 14.       |
| "Budala"                                                   | 2020 |           |
| "Lučke" (s Polkaholiki)                                    | 2021 |           |
| "Raketa" (BQL & Budale)                                    | 2022 |           |
| "Denarnica" (BQL & Budale)                                 | 2022 |           |
| BQL Rok / BQL Rok Piletič                                  |      |           |
| "Zate vse" (BQL Rok & Budale)                              | 2023 |           |
| "Maj"                                                      | 2023 |           |
| "Zadnjič pleševa"                                          | 2024 |           |
| "Ona zna"                                                  | 2024 |           |
| "—" singel ni bil uvrščen na lestvico ali pa ni bil izdan. |      |           |

Gostujoči izvajalec
| "It's Complicated" (Maraaya featuring BQL)                 | 2017 | 9. | Še ni na albumu |
| "Sjaj" (Maraaya featuring BQL)                             | 2017 | —  | Še ni na albumu |
| "Vroče" (S.I.T. — Zorjan, Palma, Sešek, Jazbec...)         | 2018 | 5. | Še ni na albumu |
| "—" singel ni bil uvrščen na lestvico ali pa ni bil izdan. |      |    |                 |

Ostale pesmi, uvrščene na lestvico
| "White Christmas / Bel božič" (Maraaya & BQL & Nika Zorjan & Manca Špik & Luka Basi & Klara Jazbec & Ula) | 2017 | 31 | Ni na albumu |
| skladba ni bila izdana kot single, a se je vseeno uvrstila na lestvico.                                   |      |    |              |